# Madeleine (métro léger de Charleroi)
 (août 2022).
Si vous disposez d'ouvrages ou d'articles de référence ou si vous connaissez des sites web de qualité traitant du thème abordé ici, merci de compléter l'article en donnant les références utiles à sa vérifiabilité et en les liant à la section « Notes et références ».
Pour les articles homonymes, voir Madeleine.
Ne doit pas être confondu avec Madeleine (métro de Paris).
La station Madeleine est la neuvième station de l'antenne vers Gosselies du métro léger de Charleroi.

## Histoire
La station est mise en service le 22 juin 2013 en même temps que l'antenne de Gosselies.
La station est située à moins de 400 m de la piste d'atterrissage de l'aéroport de Charleroi. Il n'y a pourtant aucune liaison possible entre le métro et le terminal de l'aéroport. 

## Services aux voyageurs

### Accès et accueil
La station a été conçue comme une plateforme multimodale entre le métro et les bus du TEC Charleroi. Un certain nombre de lignes s'y croisent, en passage ou en terminus. Les aménagements sont rassemblés sous une structure métallique servant de toit. Les deux voies du métro sont à l'extérieur et les arrêts pour bus se trouvent à l'intérieur, entre celles-ci. De telle sorte, chacun des deux quais est entouré à la fois pour une voie ferrée et par un site propre pour bus.
À côté de la station se trouve un bâtiment regroupant les guichets, les distributeurs de titre de transport et différents services du TEC.

### Desserte
La station est desservie par la ligne M3.

### Intermodalité
La station est desservie par les lignes 11, 28, 41, 50, 60, 61, 62, 63, 64, 65, 67, 68, 163 et 365a du TEC Charleroi.
Pour renforcer la multimodalité, un parking P+R de plus de 200 places a été aménagé à côté de la station. La proximité de l'autoroute A54 venant de Bruxelles et Nivelles justifie notamment cette localisation.